# Chris Mason
Chris Mason (Liverpool; 14 de febrero de 1991) es un actor británico. Es conocido por interpretar a Nolan Hotchkiss en la serie de Freeform Pretty Little Liars: The Perfectionists.

## Primeros años
Mason nació en Liverpool, Inglaterra en Edge Hill y creció en Broadgreen, Merseyside, y tiene dos hermanos.

## Carrera

### Televisión
En 2011, Mason hizo su debut en televisión en la miniserie de drama legal Justice como Peter. Ese mismo año, interpretó a Steve McEwan en la serie de BBC Three The Fades.
En 2017, Mason interpretó a Leo Humphries en la última temporada de la serie de ITV Broadchurch.

### Cine
En 2014, Mason interpretó a Ray / Ralf Sarcozy en la película de vampiros Vampire Academy. La película fue un fracaso crítico y financiero. En 2015, actuó en la película Legend protagonizada por Tom Hardy.
En 2016, protagonizó el cortometraje Wonderkid sobre un jugador de fútbol que lucha con su homosexualidad.

## Vida personal
Mason vive en Los Ángeles. Él se casó con Spencer Locke en noviembre de 2017. El 10 de julio de 2020, su esposa Spencer Locke dio a luz a su primer hijo, una hija llamada Monroe.

## Filmografía
| Cine        | Cine                                    | Cine                    | Cine                                         |
| Año         | Título                                  | Rol                     | Notas                                        |
| ----------- | --------------------------------------- | ----------------------- | -------------------------------------------- |
| 2014        | Vampire Academy                         | Ray / Ralf Sarcozy      |                                              |
| 2014        | Falcon                                  | Billy                   | Cortometraje                                 |
| 2015        | Break                                   | Billy                   | Cortometraje                                 |
| 2015        | Legend                                  | Ronnie Hart             |                                              |
| 2016        | Wonderkid                               |                         | Cortometraje                                 |
| 2016        | Between Two Worlds                      | Ryan                    |                                              |
| 2016        | Little Big House                        |                         | Cortometraje                                 |
| 2017        | Mad Genius                              | Mason                   |                                              |
| 2018        | The Honor List                          | Aaron                   |                                              |
| Televisión  |                                         |                         |                                              |
| Año         | Título                                  | Rol                     | Notas                                        |
| 2011        | Justice                                 | Peter                   | 1 episodio                                   |
| 2011        | The Fades                               | Steve                   | 5 episodios                                  |
| 2012        | Eggbox                                  | Danny                   | Película para televisión                     |
| 2012        | Coming Up                               | Carl Slade              | 1 episodio                                   |
| 2013        | Lightfields                             | Nick                    | 5 episodios                                  |
| 2014        | Our World War                           | William Hunt            | 1 episodio                                   |
| 2017        | Broadchurch                             | Leo Humphries           | 7 episodios                                  |
| 2019        | Pretty Little Liars: The Perfectionists | Nolan Hotchkiss †       | Elenco recurrente, 5 episodios               |
| 2021        | Riverdale                               | Chadwick "Chad" Gekko † | Elenco recurrente, 7 episodios (temporada 5) |
| 2024        | Dune: Prophecy                          | Keiran Atreides         |                                              |
| Videojuegos |                                         |                         |                                              |
| Año         | Título                                  | Rol                     | Notas                                        |
| 2017        | Mass Effect: Andromeda                  | Voces adicionales       |                                              |